# Ветагранде (муниципалитет)
Ветагранде (исп. Vetagrande) — населённый пункт и муниципалитет в Мексике, входит в штат Сакатекас. Население 8358 человек.

## История
Город основан в 1825 году .